# Kirby Morrow
Kirby Morrow (Jasper, 28 agosto 1973 – Vancouver, 18 novembre 2020) è stato un attore, doppiatore e scrittore canadese.
Conosciuto principalmente nell'animazione per aver doppiato la voce di Miroku di InuYasha, Goku del doppiaggio Ocean di Dragon Ball Z (dall'episodio 160 in poi), Hot Shot di Transformers: Cybertron e il suo ruolo principale come Cole di LEGO Ninjago.

## Biografia
Dopo essersi laureato in teatro presso la Mount Royal University di Calgary, ha trascorso gran parte della sua carriera di attore a Vancouver, Columbia Britannica. Nel campo dell'animazione, è stato noto come la voce di Miroku in Inuyasha, nei suoi quattro film e in Inuyasha: The Final Act. Ha doppiato anche Van Fanel nell'edizione Ocean di Escaflowne, Ciclope in X-Men: Evolution, Jay in Class of the Titans, Teru Mikami in Death Note, Trowa Barton in Gundam Wing, Ryo Takatsuki in Project ARMS, Goku nell'edizione Ocean di Dragon Ball Z (a partire dall'episodio 160), Hot Shot in Transformers: Cybertron e il suo ruolo principale come Cole in LEGO Ninjago. Sul grande schermo, è stato conosciuto per il ruolo ricorrente del capitano Dave Kleinman in Stargate Atlantis.
Kirby Morrow è scomparso all'età di 47 anni il 18 novembre 2020, solamente otto giorni dopo la morte di suo padre, Tom Morrow. La causa della sua morte è legata a una lunga storia di abuso di alcol. Il suo corpo è stato cremato e le sue ceneri sono state sparse nell'oceano vicino a Stanley Park.
In memoria di Kirby Morrow, il 4 dicembre 2020, suo fratello Casey Morrow ha istituito il Kirby Morrow Memorial Scholarship Fund, un fondo per aiutare coloro che perseguono un'istruzione nelle arti performative.

## Doppiatori italiani
Nelle versioni in italiano delle opere in cui ha recitato, Kirby Morrow è stato doppiato da:
- Massimiliano Plinio in Supernatural
- Sergio Lucchetti in Arrow
- Enrico Pallini in The Flash
- Davide Marzi in Supergirl
- Emilio Mauro Barchiesi in The Good Doctor
- Dario Oppido in Travelers
- Alessandro Ballico ne L'uomo nell'alto castello

Da doppiatore è stato sostituito da:
- Patrizio Prata in X-Men Evolution
- Davide Garbolino in Tartarughe Ninja, l'avventura continua
- Francesco De Francesco in Lego Ninjago: Masters of Spinjitzu